# Ephebopus rufescens
Ephebopus rufescens là một loài nhện trong họ Theraphosidae.
Loài này thuộc chi Ephebopus. Ephebopus rufescens được miêu tả năm 2000 bởi West & Marshall.